# Burgruine Weyer
Die Burgruine Weyer, auch Weyerturm oder Weyerhofburg genannt, ist die Ruine einer Hangburg auf 816 m ü. A. in der Gemeinde Bramberg am Wildkogel im Bezirk Zell am See des Pinzgaus im Salzburger Land (westlich des Ortes Bramberg, ca. 25 Meter oberhalb des Gutshofes Weyer). Der Turm ist typisch für die kleinen Burganlagen im Pinzgau, von denen nur mehr der Felberturm in Mittersill erhalten geblieben ist. Die Burganlage bewachte den Eingang zum Habachtal, in dem sich das einzige Smaragdvorkommen Europas befand.

## Geschichte
Die ersten urkundlichen Erwähnungen beziehen sich auf die Herren von Weyer; genannt werden Rapoto de Wiare (1130), Chunrad (1150), Haimo (1160) und Berthold (1169). Um 1270 scheint das Bistum Chiemsee in den Besitz der Burg gekommen zu sein. Es wird zwar noch ein Gerhoch von Weyer genannt, dieser letzte Sprössling aus der Familie der Weyerer war aber bereits Lehensmann der Chiemseer Bischöfe. Auf ihn folgt um 1290 Walther von Neukirchen. 1454 erhält Florian Stuhlfelder mit seiner Hausfrau und seinen zwei Söhnen den Turm als Lehen. Ihm wird vorgeschrieben, im Hof der Burg ein eigenes Gebäude zu errichten und auf Kosten des Bischofs den Turm um ein Geschoß zu erhöhen und mit einem Erker auszuschmücken. Wenn der Bischof bei seinen Jagdaufenthalten im Oberpinzgau auf Besuch kommt, so war er von den Lehensnehmern unterzubringen und zu versorgen. Die Söhne des Stuhlfelders erhielten den Turm auf Erbrecht. 1504 bis 1519 sind Gregor und Erasmus Mandl von Steinfels als Lehensnehmer zu Erbrecht ausgewiesen. Dann folgen Ludwig Lebenauer (1519), Pfarrer von Bramberg, Christian Plank zu Büchl (1533) sowie Karl und Wilhelm Jocher (1570).
Der spätere Besitzer Nikolaus Ainöder übersiedelte daher in den an der Straße liegenden komfortableren Meierhof, dem sog. Weyerhof, der Turm musste aber als Wohngelegenheit für den Bischof erhalten bleiben. Anfang des 17. Jahrhunderts kaufte sich Nikolaus Ainöder aber von der Erhaltungspflicht frei, musste aber im Gegenzug dem Bischof im Weyerhof Unterkunft gewähren. Seit 1628 findet man als Erbrechtsbesitzer des Weyerhofes, zu dem noch immer der Turm gehört, die Familien Liebenberger, Severin Senninger (1671), Rottmayr (1691), Schmerold (1732) und Schachner. Severin Senninger kam durch Heirat an den Weyerhof und richtet hier 1669 bis 1671 die Fürstenzimmer ein.
1733 heiratet Maria Magdalena Schachner den Kaufmann Georg Hofer aus Mittersill, seine Urenkelin Margaret brachte das Gut mitsamt dem Turm in die Ehe mit Peter Meilinger ein. Die Familie Meilinger ist noch heute im Besitz des Anwesens.
Der Weyerhof und seine Fürstenzimmer wurden 1940 restlos zerstört. Die beiden getäfelten Renaissancezimmer wären aber ohnehin verloren gewesen, da sie der Gau Salzburg Adolf Hitler zum Geschenk machen wollte, sie sollten in den Berghof auf dem Obersalzberg eingebaut worden, wo sie das Kriegsende nicht überlebt hätten. Der Weyerhof selbst wurde im alten Stil bald nach dem Brand wieder aufgebaut. Vor dem Ende des Zweiten Weltkrieges für wenige Tage als Bergungsort zahlreicher Kunstschätze des Wiener Kunsthistorischen Museums, unter denen sich Werke von Rembrandt, Breughel, Dürer, Tizian und Raffael Santi befanden.

## Burgruine Weyer heute
Östlich des Weyerturm sind noch Grundmauern eines annähernd quadratischen Gebäudes vorhanden, das einst mit dem ebenfalls quadratischen Turm durch eine Mauer verbunden war. Der Turm (Grundriss 14 mal 10 Meter) ist durch eine seichte Senke nur wenig vom Hang abgehoben. Gegen Süden war der Turm durch einen steilen Abfall gesichert, gegen Norden lag ein flacher Graben, an den sich ein Weiher anschloss (daher auch der Name).
Von dem Turm sind die Außenmauern in der Höhe von 16 m erhalten. Im Untergeschoß ist der Bau in Schichtmauerwerk mit Ortsteinquaderung ausgeführt. Im Inneren sind die Balkenlöcher für die früher bestandenen Holzdecken erkennbar. Nach diesen war der Bau siebengeschoßig. Vermutlich dürfte um das oberste Geschoß ein vorkragender hölzerner Wehrgang verlaufen sein, der von einem Zeltdach bedeckt war. Der Zugang wurde durch ein Tor, das sich zuerst im ersten Stock befand, gebildet, dieses wurde heute zugemauert und durch einen Eingang im dritten Stock ersetzt. An der Südseite sind noch kleine Fensteröffnungen erkennbar. An der Westseite lässt eine rundbogige Tür, die von vier Balkenlöchern umgeben ist, den ehemaligen Erker vermuten.
Im Turm ist an der Ostseite eine über zwei Geschoße reichende romanische Kapelle erkennbar; sie besitzt noch eine halbkreisförmige Apsis mit einem zum ehemaligen Hof blickenden Rundbogenfenster. Reste des alten Verputzes mit Spuren einer einfachen Bemalung sind noch erhalten. Oberhalb der abgekommenen Kapelle sind zwei enge Stiegenläufe vom vierten zum sechsten Stockwerk erhalten.
Der Weyerhof ist heute ein beliebtes Restaurant. Die Turmruine, auf der bereits Bäume wuchsen, wurde ab 1992 gesichert und restauriert. Der Turm ist frei zugänglich.
Um die Ruine rankt sich eine Sage, nach der arme Buben durch einen Goldschatz beschenkt wurden.

Weyerturm
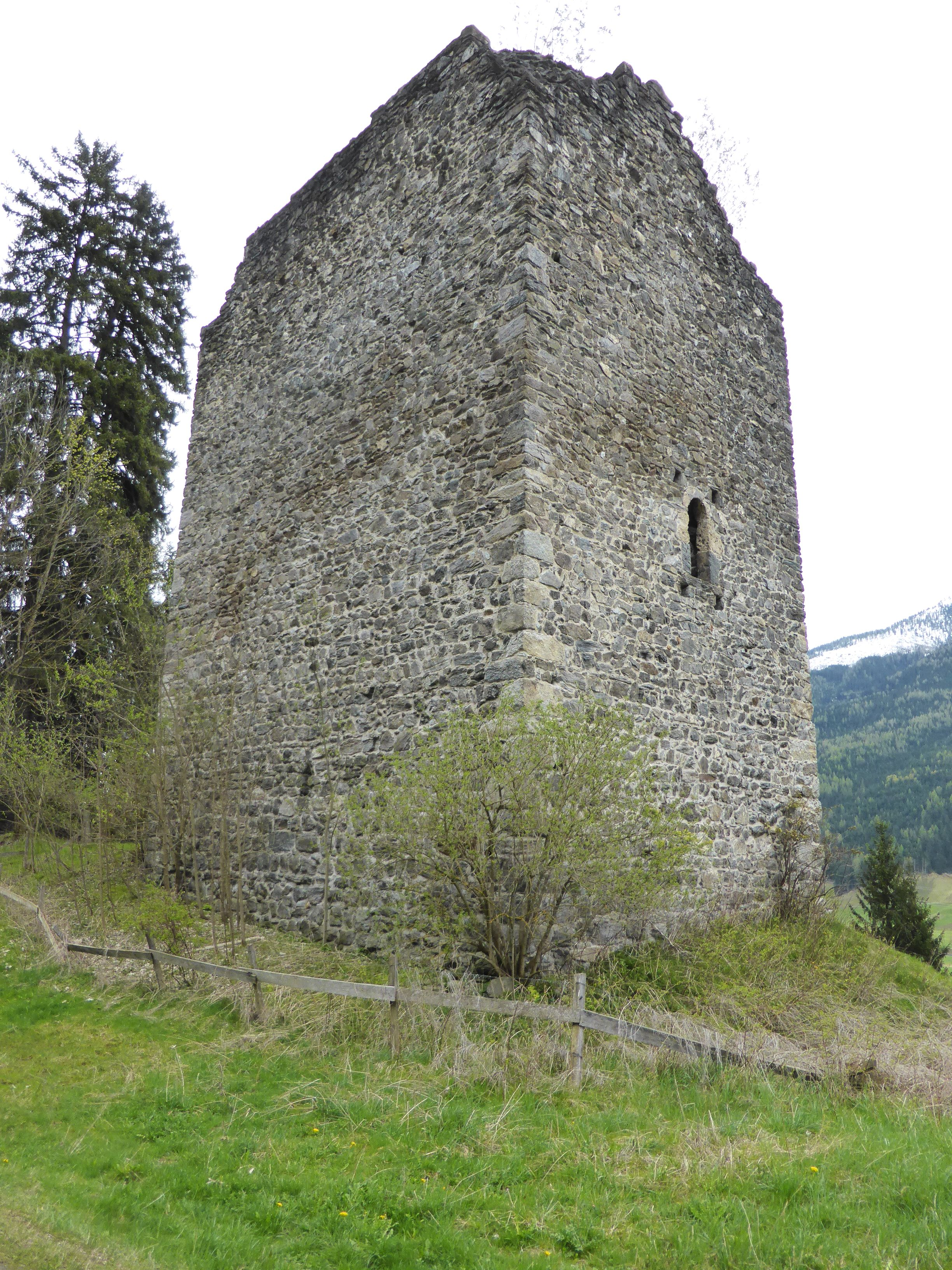
Weyerturm
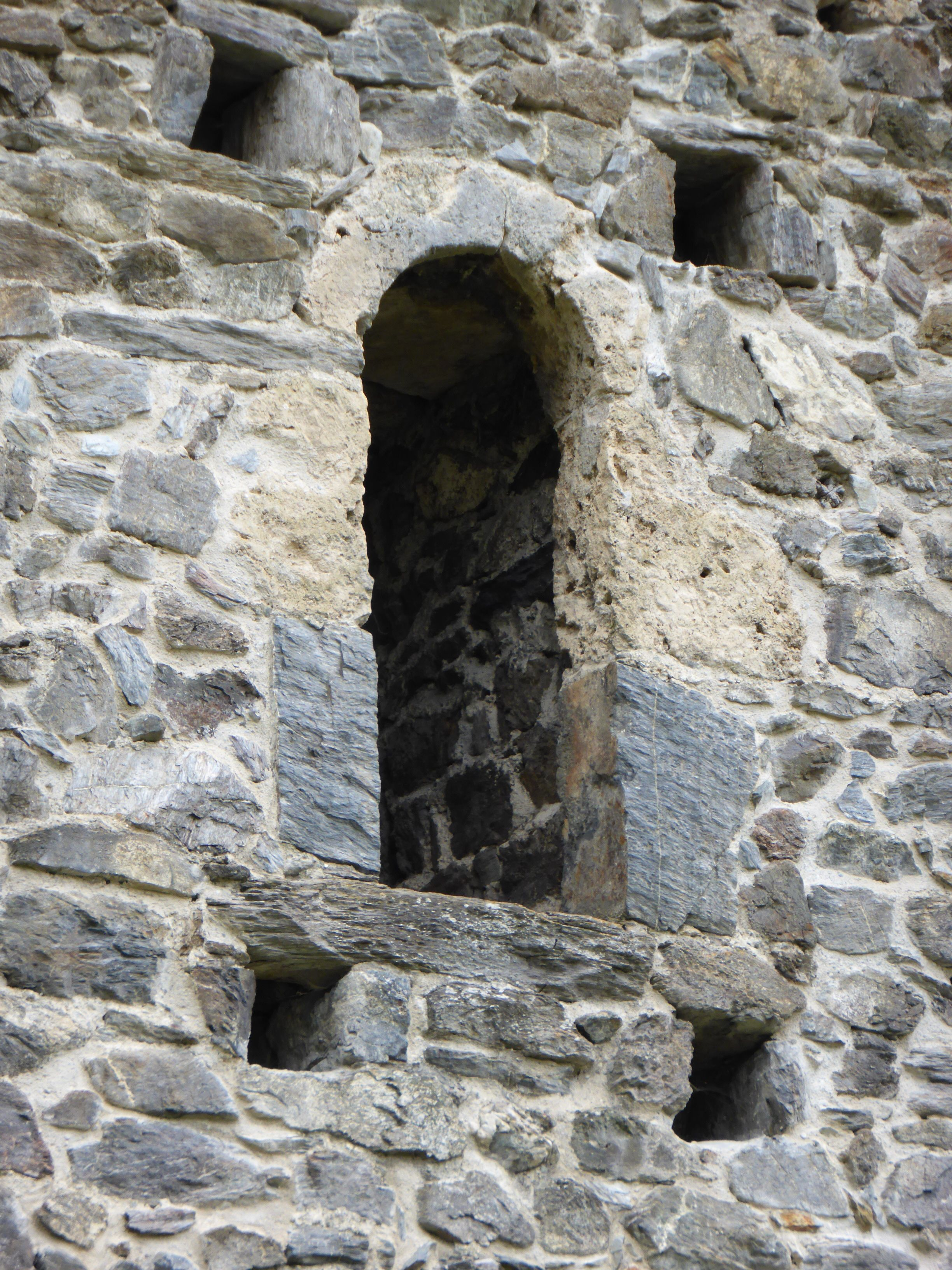
Einstieg
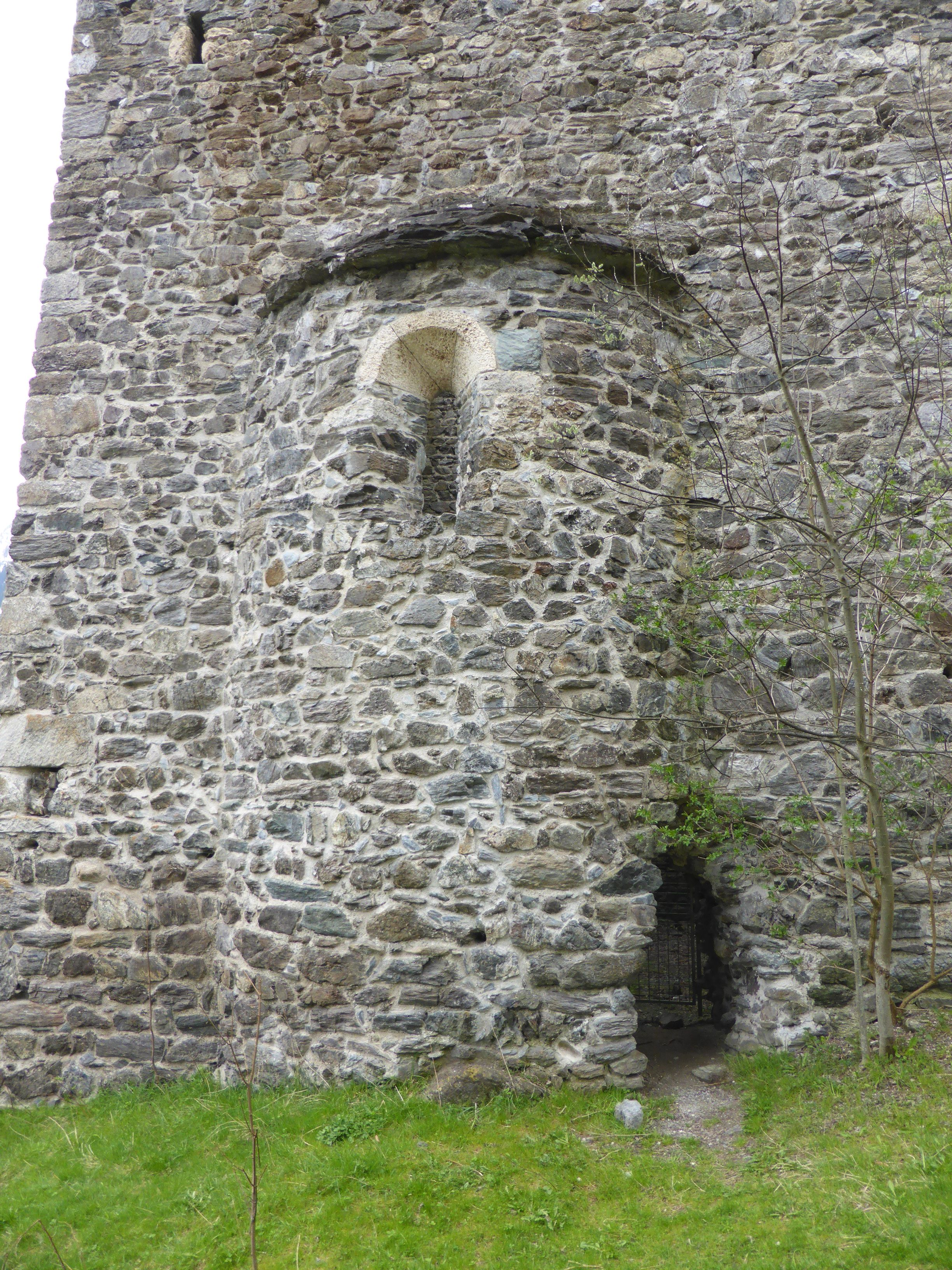
Außenseite mit Apsis
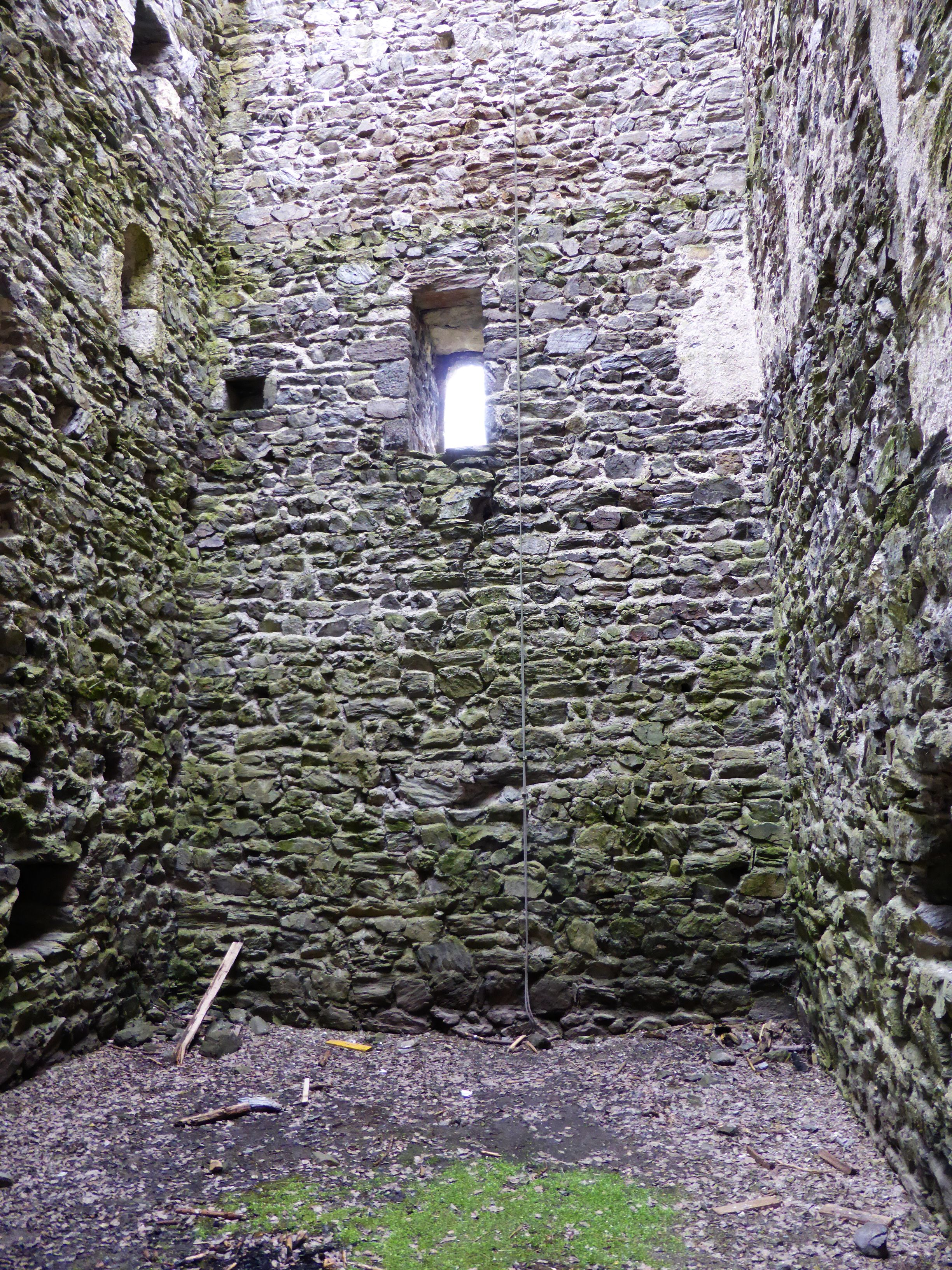
Innenansicht